# 成都道 (香港)
成都道（英語：Chengtu Road）是香港一條街道，位於香港島香港仔市中心，北面與香港仔大道交匯，南面與湖南街及香港仔海旁道交匯，並與東勝道大致平行。成都道是以中华人民共和国四川省省會成都市命名，與鄰近街道一樣同樣以中國大陸城市命名。
成都道是香港仔區內最繁盛的街道，亦是分隔香港仔中心及香港仔舊區的街道。

## 歷史
成都道位處香港仔昔日的海岸線上，其西面當時為香港仔黃埔船塢。隨著1970年代的填海工程，成都道變成了位處內陸的道路。

## 鄰近著名地點
- 香港仔市政大廈
- 利港中心
- 香港仔中心
- 添喜大廈

## 交滙道路（由北至南）
- 香港仔大道
- 洛陽街
- 南寧街（北端）
- 西安街
- 湖北街
- 南寧街（南端）
- 湖南街

### 洛陽街

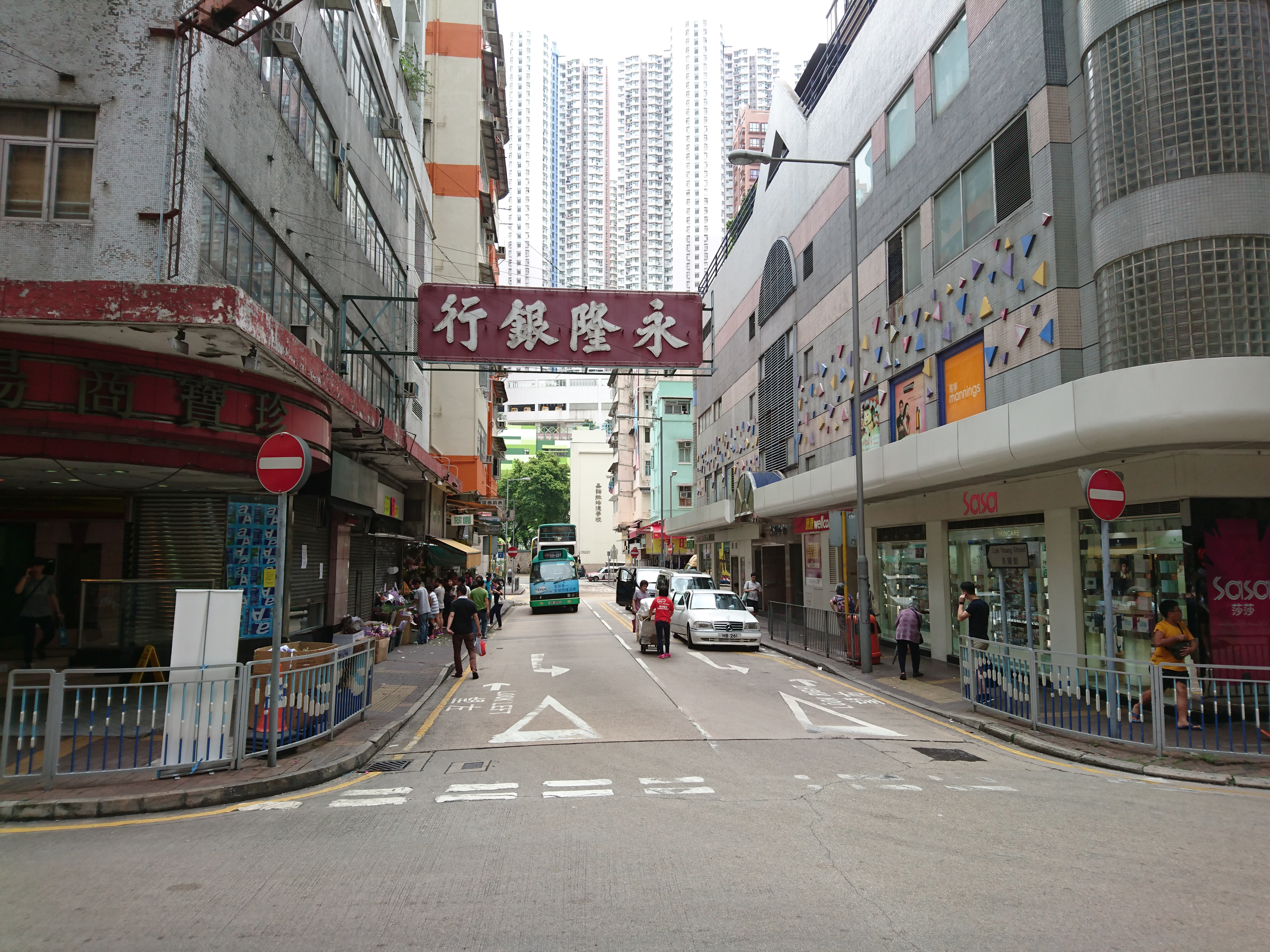
洛陽街

洛陽街（Lok Yeung Street）是香港仔一條單向西行的街道，以中國河南省洛陽市命名。此街雖然短，但東段近油站的位置交通經常繁忙。由於該處設有一巴士站，主要供94A線往華富邨方向的乘客上落，且不少路線需要繞經東勝道調頭，加上途經及往油站加氣的專線小巴，因此令此處成為香港仔最繁忙的路口之一。
洛陽街的街名，相傳是呼應當時位於香港仔的大成紙廠（1920年代因興建香港仔水塘而結業，現址為香港仔工業學校），取「洛陽紙貴」的典故而命名為洛陽街。

### 城巴95C線
- 鴨脷洲邨 ↺ 香港仔（洛陽街）

### 西安街

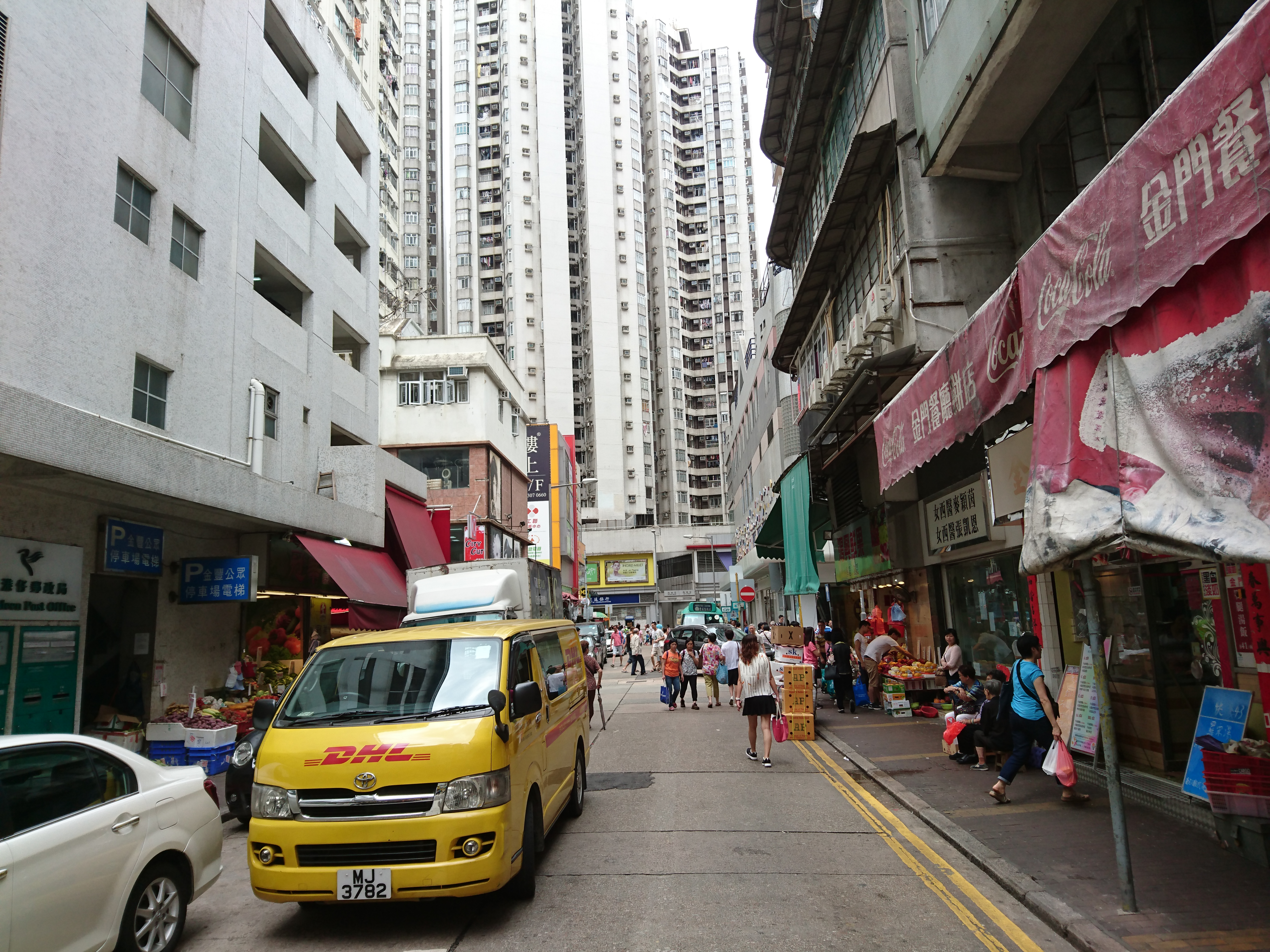
西安街

西安街（Sai On Street）是一條單向東行的街道，西起成都道，東至香港仔大道，以中國陝西省省會西安市命名。設於此街道之專線小巴站是4S、27、27A和38線的總站，4A、4B、4C線亦途經此站。

### 湖北街
湖北街（Wu Pak Street）以中國湖北省命名，呈單向東行，位於成都道和香港仔大道之間，與西安街平衡。往來香港仔至觀塘之紅色小巴總站設於此街。

### 食肆
- DOUGh BROS Pizza & Doughnuts 冬甩薄餅專門店
- 有喜餐廳
- 吉野家
- 湯加
- 南記粉麵(暫停營業)
- 永康甜品店
- 金門餐廳
- 德興燒味茶餐廳
- 拱照車仔麵

### 食品
- Yamazaki 山崎麵包
- 貢茶
- 聖安娜西餅屋
- 農夫先生新鮮優質食材
- 有記粉麵廠
- 超人燒鵝優質兩餸飯
- 鴻福堂
- (coming soon)
- 健康農場優質冰鮮肉專門店
- (coming soon)

### 零售
- 海寶優惠超市
- 花花世界

### 生活
- 香港仔郵政局

### 己結業
- 泰昌餅家
- 椰林閣
- Share tea歇腳享
- 魚米
- 德興小廚
- 德興潮州粉麵牛肉火鍋
- 杏花樓

### 湖南街

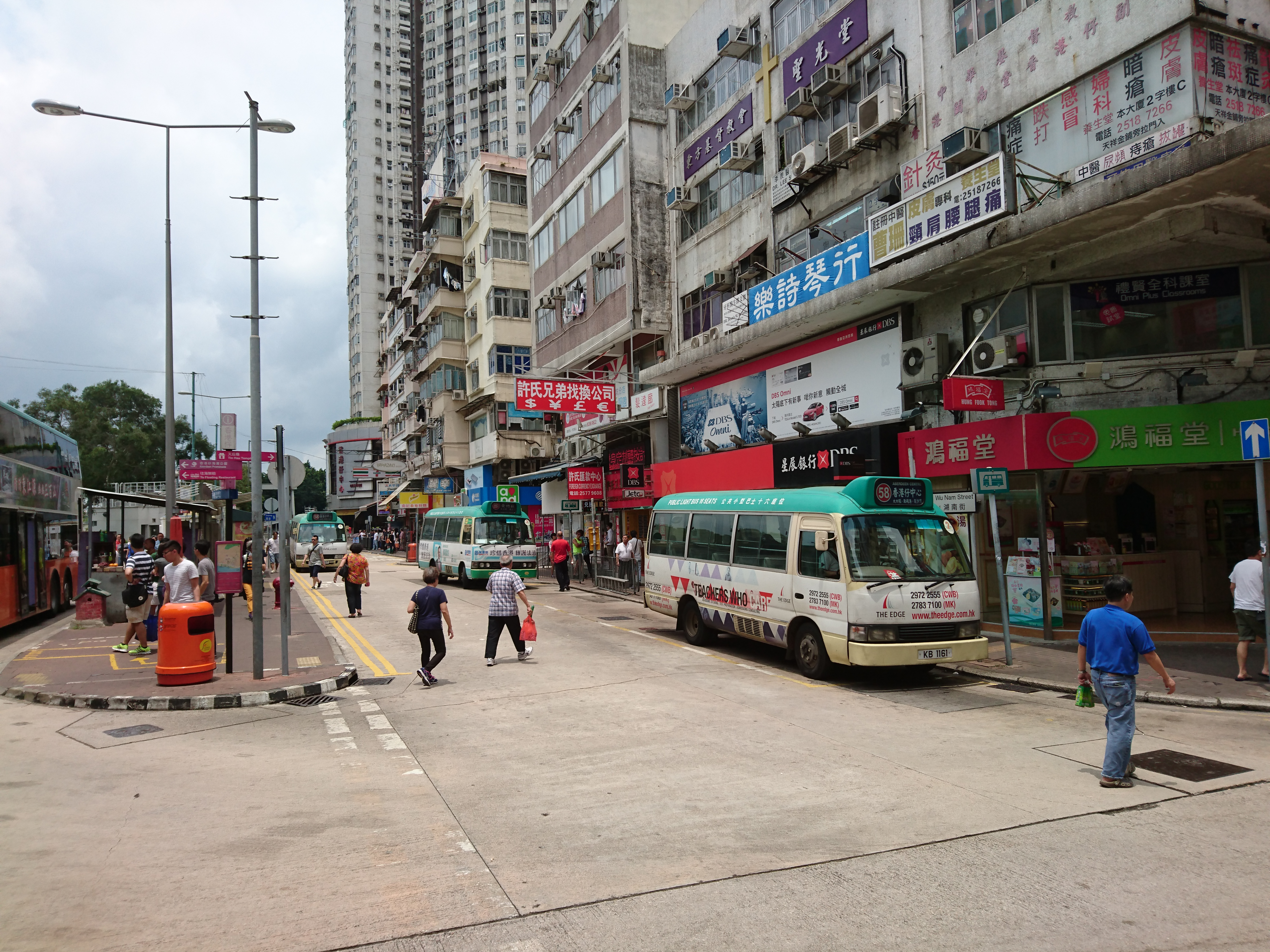
湖南街

湖南街（Wu Nam Street）以中國湖南省命名，呈單向東行，與香港仔大道平行，位於香港仔巴士總站對開。專線小巴51、51S、58、58A及69A之總站設於此街，而香港仔（成都道）巴士總站則設於本街與成都道之交界，目前只設有98一條路線。

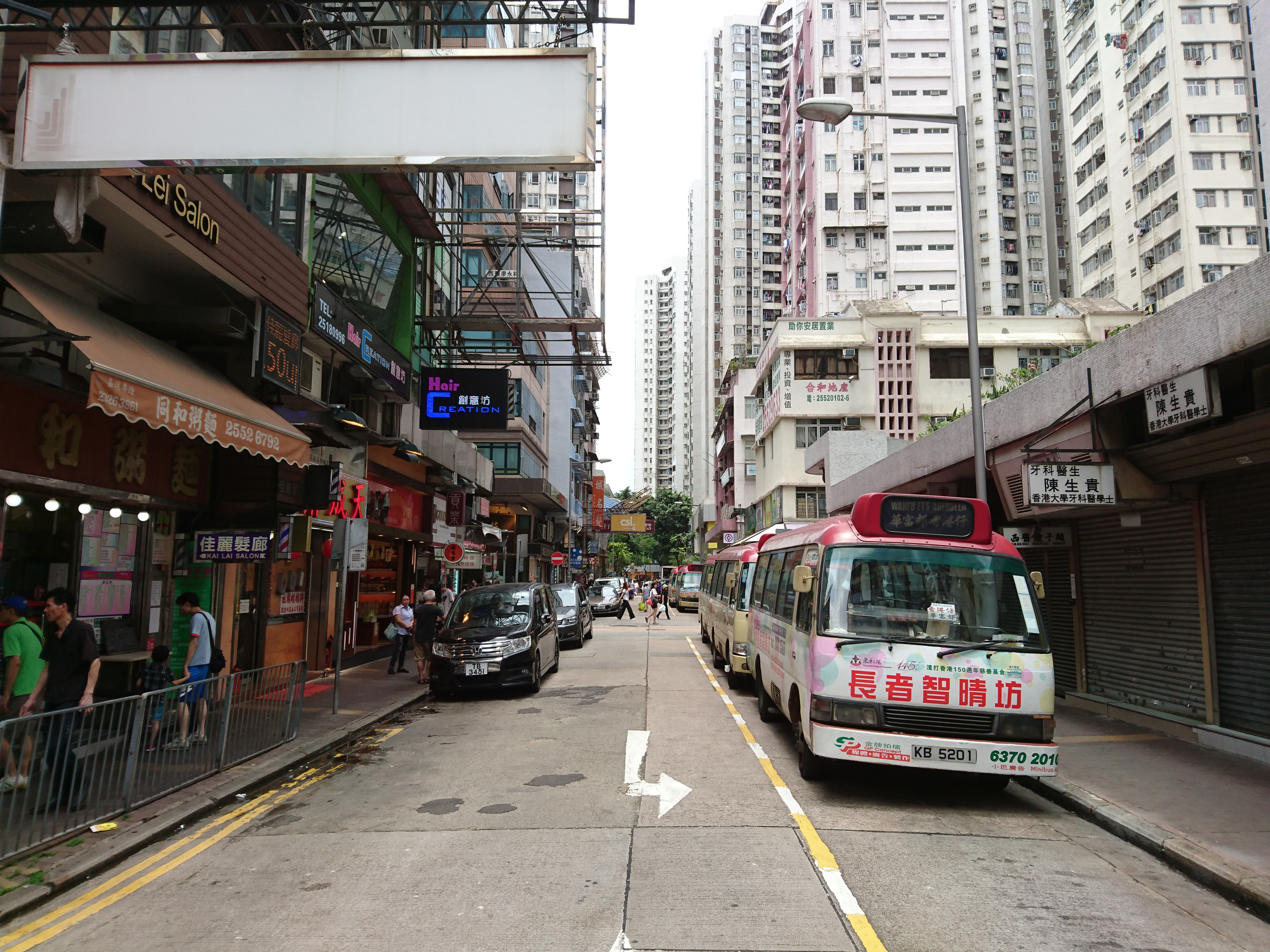
湖北街

## 圖集

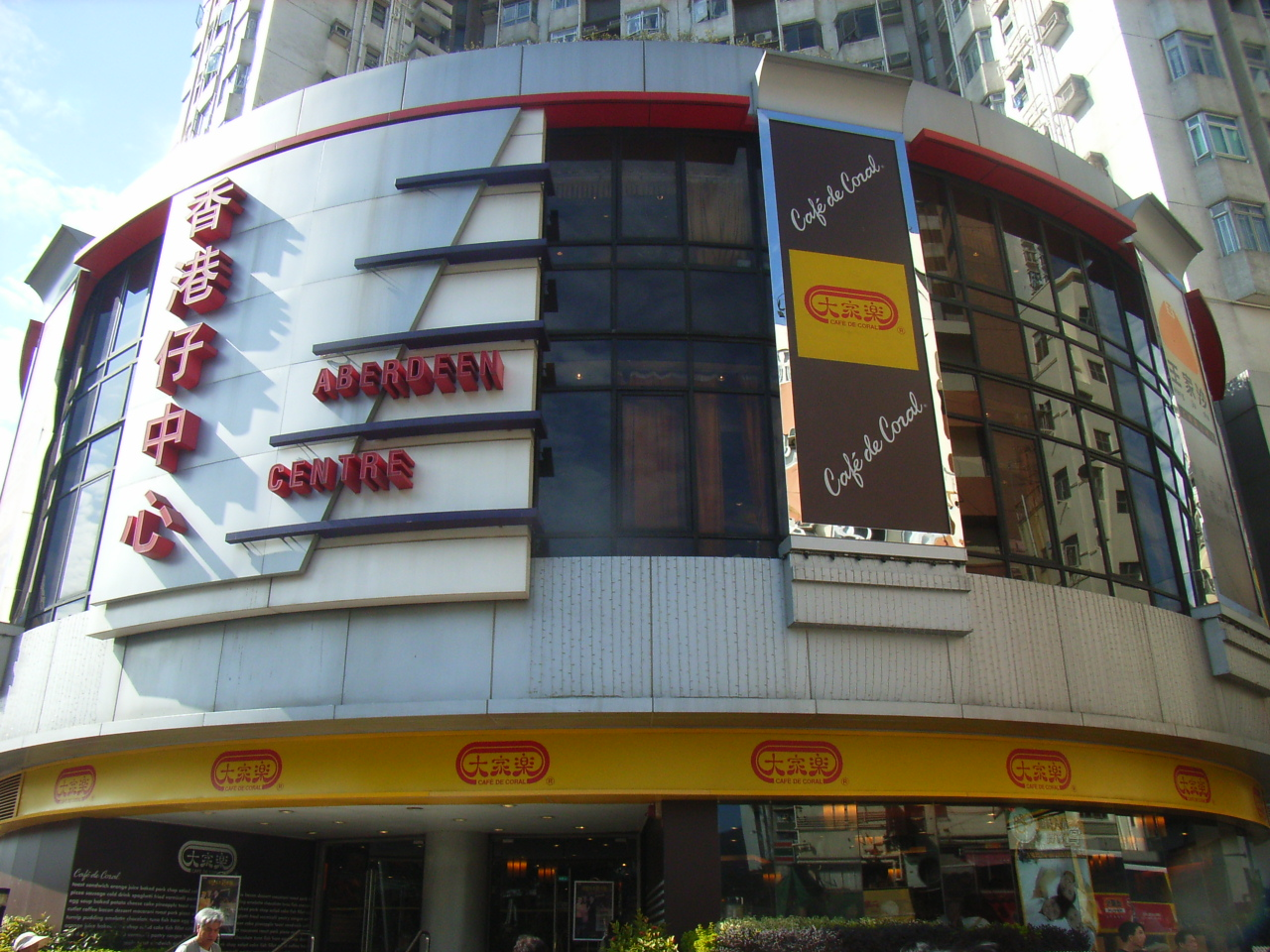
香港仔中心商場
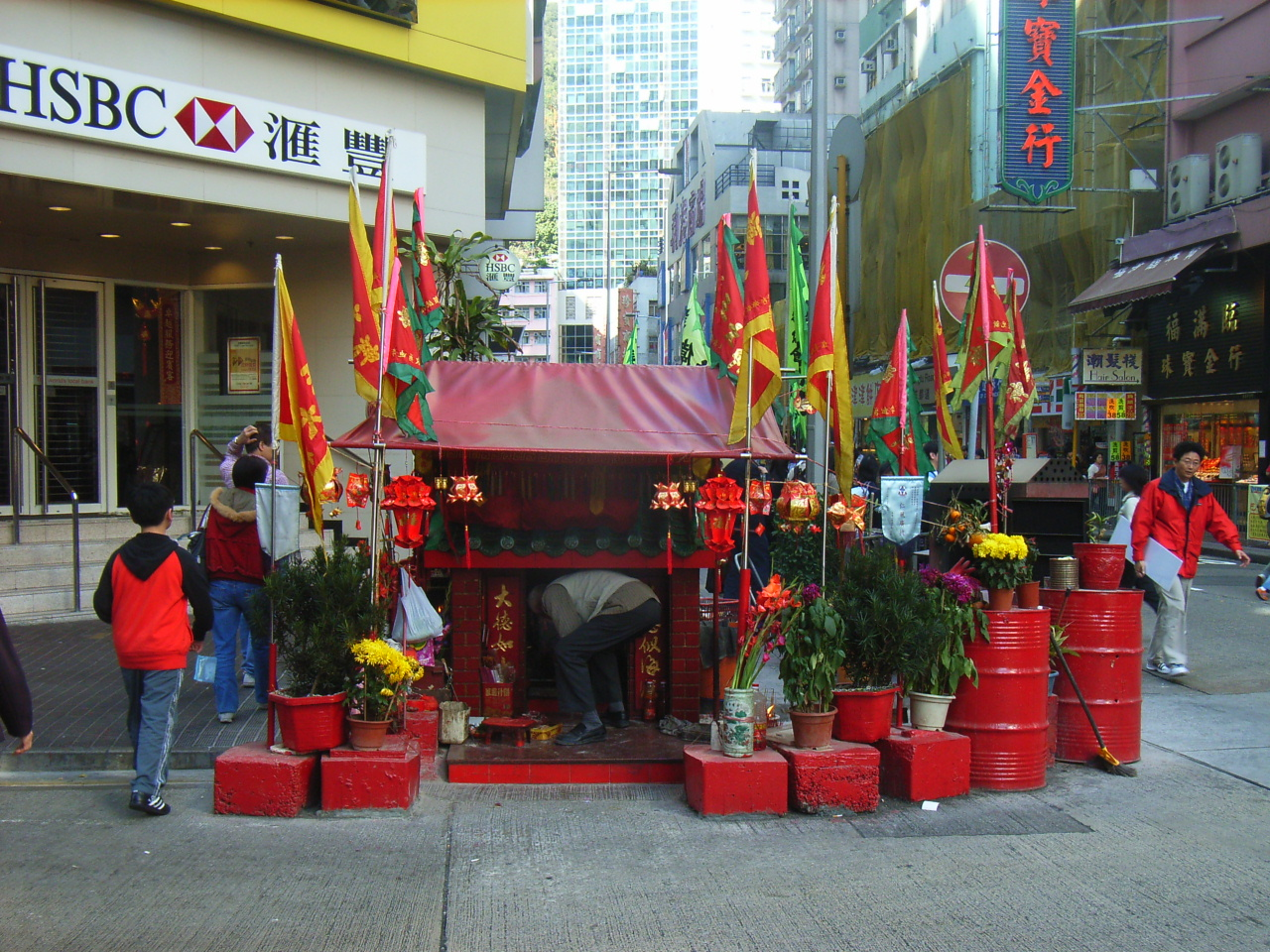
成都道和南寧街路口交界的宗教建築物，是奇景
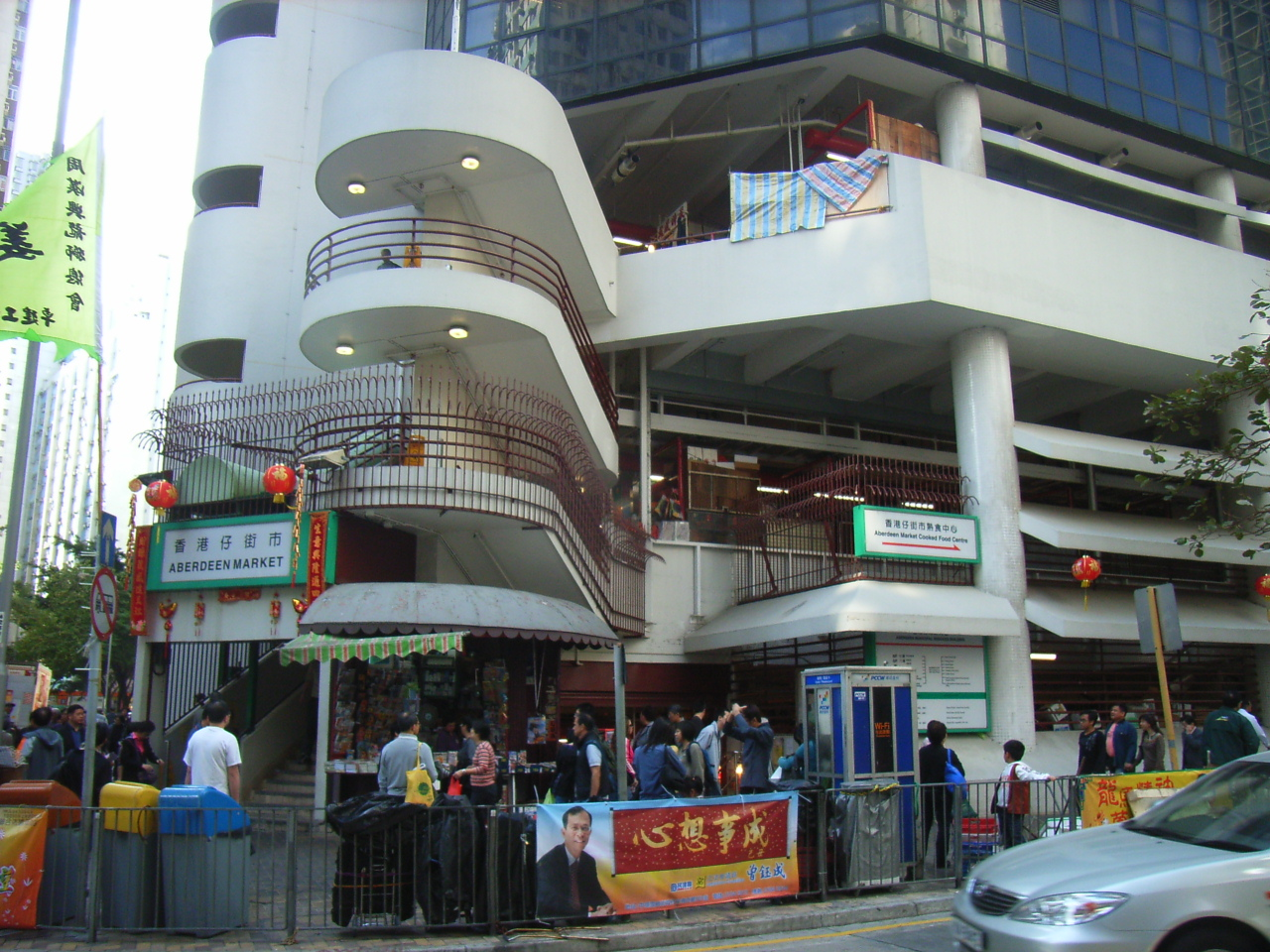
香港仔街市
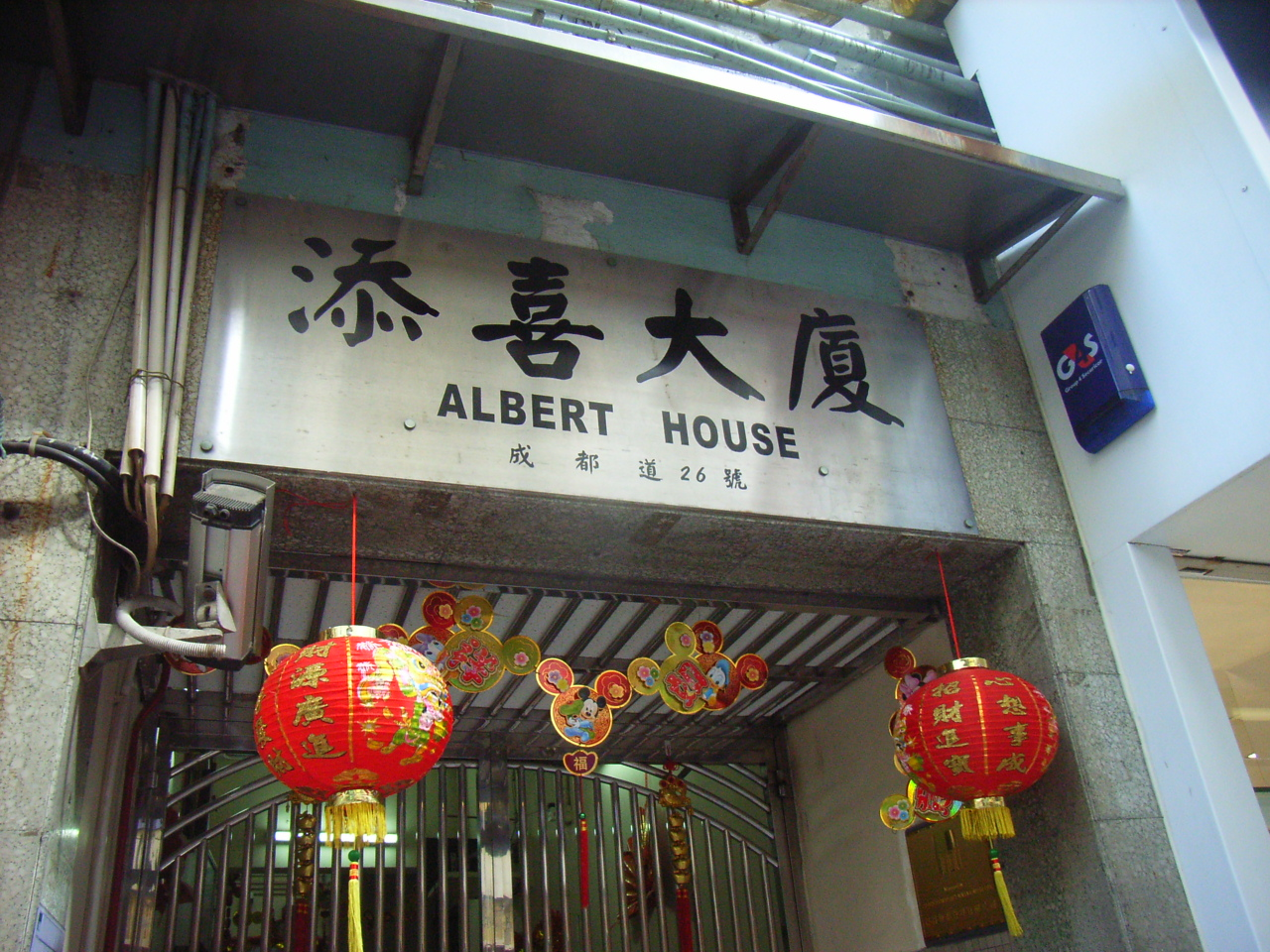
添喜大廈是著名香港法庭案例

## 香港仔（成都道）巴士總站

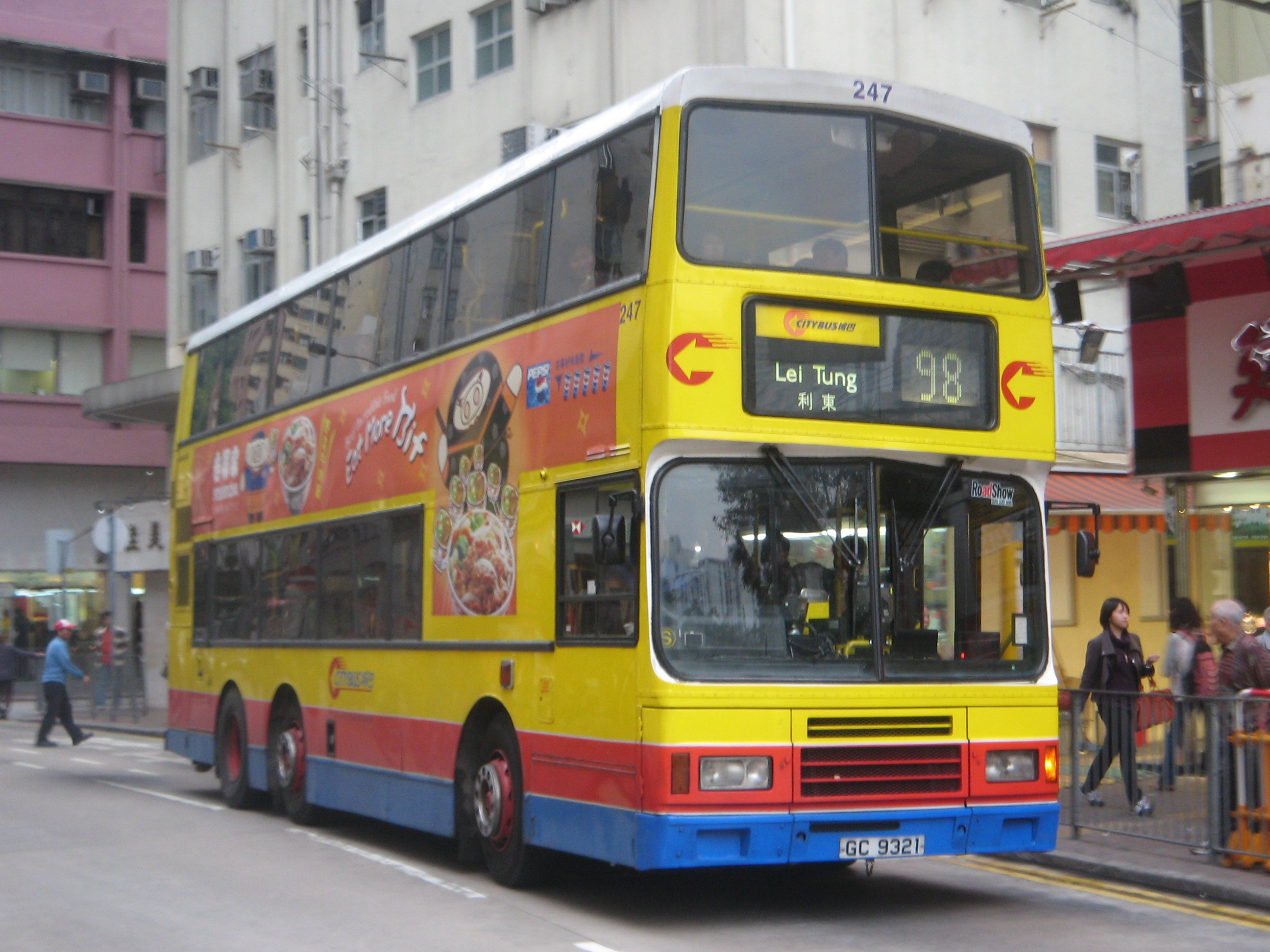
一輛城巴98線巴士停泊在成都道的總站

目前，只有一條巴士線以此為總站。

### 城巴98線
- 利東邨 ↔ 香港仔（成都道）

1987年2月18日，本線開始投入服務。1993年9月1日由城巴接辦，來往香港仔及利東。1994年9月9日，香港仔總站遷往成都道。

## 外部連結
- 香港仔(成都道)巴士總站 （页面存档备份，存于），城巴／新巴